# Mikio Naruse
Mikio Naruse (成瀬 巳喜男?, Naruse Mikio; Tokyo, 20 agosto 1905 – Tokyo, 2 luglio 1969) è stato un regista, sceneggiatore e produttore cinematografico giapponese.
Tra il 1930 e il 1967 ha diretto 89 film. In particolare, si è dedicato al genere shomingeki, caratterizzato dalla descrizione realistica delle condizioni della classe operaia. Di tale genere, Naruse è considerato il principale interprete insieme a Yasujirō Ozu.

## Biografia
Mikio Naruse nasce a Tokyo nel 1905. Per molti anni lavora presso la casa di produzione Shochiku sotto l'apprendistato di Shiro Kido di cui sarà anche assistente regista. Non gli sarà permesso di dirigere film fino al 1930, anno del suo debutto alla Shochiku con Chanbara fūfū, film scritto dallo stesso Shiro Kido, a cui seguiranno altri titoli incluso Koshiben gambare, film del 1931 che combina melodramma e slapstick così da accontentare la Shochiku che richiedeva un mix di lacrime e comicità. Naruse nel 1933 lascia la Shochiku e comincia a lavorare per i laboratori fotografici che più tardi sarebbero diventati la nota Toho. Il suo primo film di rilievo è del 1935 e si intitola Tsuma yo bara no yo ni, anno in cui il regista giapponese vince il Kinema Junpo. Negli anni della guerra Naruse si separa dalla moglie Sachiko Chiba, fatto che lo getta in una profonda depressione spingendolo a scrivere per progetti altrui. Negli anni del dopoguerra realizza un film come Okasan (1952) sguardo realistico su una famiglia giapponese negli anni del dopoguerra che viene distribuito anche in Francia, e Ukigumo, film realizzato nel 1955 e basato su un romanzo di Fumiko Hayashi. Nel 1960 realizza Onna ga kaidan o agaru, storia di Keiko che intrattiene gli uomini in un locale di Tokyo situato nel distretto di Ginza; il film non ha scene in esterni e nessun primo piano. Il suo ultimo film è intitolato Midaregumo: girato nel 1967, due anni prima della sua morte, è la devastante storia d'amore tra una vedova e l'automobilista che ha investito accidentalmente suo marito.

## Lo stile
Il cinema di Mikio Naruse è particolarmente conosciuto per la sua capacità di rendere il cosiddetto "pathos delle cose", sorta di struggimento nostalgico per la precarietà della vita che con un'espressione giapponese viene definita "mono no aware". I film di Naruse sono costituiti da sceneggiature molto semplici, dialoghi minimali, impercettibili movimenti di macchina. I primi film risentivano di uno stile quasi espressionista, ma quello che determina la sua cifra stilistica maggiormente conosciuta è caratterizzato dai film successivi; volutamente lenti, concepiti per evidenziare il dramma quotidiano delle persone comuni, attraverso le loro sofferenze e le loro difficoltà. Per questo, nel cinema di Naruse gli attori sono liberi di esprimere una complessa gamma di sentimenti con sguardi, gesti e movimenti. Naruse ottimizzava moltissimo in fase di realizzazione, cercando di ottenere il massimo in post produzione. Naruse è anche un osservatore attento delle difficoltà economiche in seno al nucleo familiare.

## Filmografia
- A Record of Shameless Newlyweds (Oshikiri shinkonki), 1930 (andato perduto).
- Pure Love (Junju), 1930 (andato perduto).
- Hard Times (Fukeiki jidai), 1930 (andato perduto).
- Intimate Love / Mr and Mrs Swordplay (Chambara fufu), 1930 (andato perduto).
- Love Is Strength (Ai wa chikara da), 1930 (andato perduto).
- Musashi Miyamoto, 1930 (andato perduto).
- Fickleness Gets on the Train (Uwaki wa kisha ni notte), 1931 (andato perduto).
- Under the Neighbours' Roof (Tonari no yane no shita), 1931 (andato perduto).
- Screams from the Second Floor (Nikai no himei), 1931 (andato perduto).
- Now Don't Get Excited (Nee Kofun shicha iya yo), 1931 (andato perduto).
- The Strength of a Moustache (Hige no chikara), 1931 (andato perduto).
- Flunky, Work Hard! (Koshiben gambare), 1931 (reperibile con sottotitoli in italiano).
- Ladies, Be Careful of Your Sleeves (Onna wa tamoto o goyojin), 1932 (andato perduto).
- Moth-eaten Spring, 1932.
- Kashi no aru Tokyo fukei, 1932.
- Be Great! (Eraku nare), 1932.
- Chocolate Girl (Chokoreito garu), 1932.
- Crying to the Blue Sky (Aozora ni naku), 1932.
- Not Blood Relations (Nasanu naka), 1932 (reperibile con sottotitoli in italiano).
- A Man with a Married Woman's Hairdo (Boku no marumag), 1933.
- Kimi to wakerete, 1933 (reperibile con sottotitoli in italiano).
- Every-Night Dreams (Yogoto no yume), 1933 (reperibile con sottotitoli in italiano).
- Two Eyes (Sobo), 1933.
- Street Without End (Kagirinaki hodo), 1934.
- The Girl in the Rumour (Uwasa no musume), 1935.
- Wife! Be Like a Rose! (Tsuma yo bara no yo ni), 1935.
- Three Sisters with Maiden Hearts (Otome-gokoro sannin shimai), 1935.
- The Actress and the Poet (女優と詩人, Joyu to shijin), 1935.
- Five Men in the Circus (Sakasu gonin-gumi), 1935.
- Morning's Tree-Lined Street (Asa no namikimichi), 1936.
- The Road I Travel With You (君と行く路, Kimi to yuku michi), 1936.
- Tochuken Kumoemon (桃中軒雲右衛門), 1936.
- Avalanche (Nadare), 1937.
- Learn from Experience Part I (Kafuku zempen), 1937.
- Learn from Experience Part II (Kafuku kohen), 1937.
- A Woman's Sorrows (Nyonin aishu), 1937.
- Tsuruhachi and Tsurujiro (Tsuruhachi tsurujiro), 1938.
- Sincerity (Magokoro), 1939 (reperibile con sottotitoli in italiano).
- The Whole Family Works (Hataraku ikka), 1939.
- Travelling Actors (Tabi yakusha), 1940.
- Hideko the Bus Conductress (Hideko no shasho-san), 1941 (reperibile con sottotitoli in italiano).
- Shanghai Moon (Shanhai no tsuki), 1941.
- A Face from the Past (Natsukashi no kao), 1941.
- Mother Never Dies (Haha wa shinazu), 1942.
- The Song Lantern (Uta andon), 1943.
- The Way of Drama (Shibaido), 1944.
- This Happy Life (Tanoshiki kana jinsei), 1944.
- Tale of Archery at the Sanjusangendo (Sanjusangendo toshiya monogatari), 1945.
- Until Victory Day (Shori no hi made), 1945 (andato perduto).
- Both You and I (Ore mo omae mo), 1946.
- Descendents of Taro Urashima (Urashima Taro no koei), 1946.
- Spring Awakens (Haru no mezame), 1947.
- Four Love Stories (Yotsu no koi no monogatari, episodio "Wakare mo tanoshi" a.k.a. "Even Parting is Enjoyable"), 1947.
- Delinquent Girl (Furyi shojo), 1949 (andato perduto).
- Battle of Roses (Bara gessen), 1950.
- White Beast (Shiroi yaju), 1950.
- Angry Street (Ikari no machi), 1950.
- Conduct Report on Professor Ishinaka (Ishinaka sensei gyojoki), 1950.
- Repast (Meshi), 1951 (reperibile con sottotitoli in italiano).
- Dancing Girl (Maihime), 1951.
- Ginza keshō, 1951.
- Inazuma, 1952 (reperibile con sottotitoli in italiano).
- Mother (Okasan), 1952 (reperibile con sottotitoli in italiano).
- Okuni and Gohei (Okuni to Gohei), 1952.
- Older Brother, Younger Sister (Ani imoto), 1953.
- Wife (Tsuma), 1953.
- Husband and Wife (Fufu), 1953.
- Late Chrysanthemums (Bangiku), 1954 (reperibile con sottotitoli in italiano).
- Sound of the Mountain (Yama no oto), 1954.
- Women's Ways (Kuchizuke, episodio "Onna doshi" a.k.a. "The Kiss"), 1955.
- Floating Clouds (Ikigumo), 1955 (reperibile con sottotitoli in italiano).
- Flowing (Nagareru), 1956 (reperibile con sottotitoli in italiano).
- Wife's Heart (Tsuma no kokoro), 1956.
- Sudden Rain (Shu-u), 1956.
- Untamed Woman (Arakure), 1957.
- Summer Clouds / Herringbone Clouds (Iwashigumo), 1958 (reperibile con sottotitoli in italiano).
- Little Peach (Anzukko), 1958.
- Whistle in My Heart (Kotan no kuchibue), 1959.
- Approach of Autumn (Aki tachinu), 1960.
- Evening Stream (Yoru no nagare), 1960.
- Daughters, Wives, and a Mother (Musume tsuma haha), 1960 (reperibile con sottotitoli in italiano).
- When a Woman Ascends the Stairs (Onna ga kaidan o agaru toki), 1960 (reperibile con sottotitoli in italiano).
- As a Wife, As a Woman (Tsuma to shite onna to shite), 1961.
- Lonely Lane / A Wanderer's Notebook (Huorou-ki), 1962 (reperibile con sottotitoli in italiano).
- A Woman's Place / The Wiser Age (Onna no za), 1962.
- A Woman's Life (Onna no rekishi), 1963.
- Midareru, 1964 (reperibile con sottotitoli in italiano).
- Hit and Run (Hikinige), 1966 (reperibile con sottotitoli in italiano).
- Lo straniero dentro una donna (Onna no naka ni iru tannin), 1966 (reperibile con sottotitoli in italiano).
- Scattered Clouds (Midaregumo), 1967 (reperibile con sottotitoli in italiano).